# Domiciano
Tito Flávio Domiciano (em latim: Titus Flavius Domitianus; 24 de outubro de 51 – 18 de setembro de 96) foi imperador romano de 14 de setembro de 81 até a sua morte a 18 de setembro de 96. Tito Flávio Domiciano era filho de Tito Flávio Sabino Vespasiano com sua mulher Domitila e irmão de Tito, a quem ele sucedeu.
A sua juventude e os começos da sua carreira transcorreram à sombra do seu irmão Tito, que alcançou considerável renome militar durante as campanhas na Germânia e Judeia dos anos 60. Esta situação manteve-se durante o reinado do seu pai Vespasiano, coroado imperador a 21 de dezembro de 69, após um longo ano de guerras civis conhecido como o ano dos quatro imperadores. Ao tempo em que o seu irmão gozou de poderes semelhantes aos do seu pai, ele foi recompensado com honras nominais que não implicavam responsabilidade alguma. À morte do seu pai a 23 de junho de 79, Tito sucedeu-lhe pacificamente, mas o seu curto reinado finalizou abrupta e inesperadamente à sua morte por doença, a 13 de setembro de 81. Ao dia seguinte, Domiciano foi proclamado imperador pela guarda pretoriana. O seu reinado, que duraria quinze anos, seria o mais longo desde o de Tibério.
As fontes clássicas descrevem-no como um tirano cruel e paranoico, localizando entre os imperadores mais odiados ao comparar a sua vileza com as de Calígula ou Nero. Porém, a maior parte das afirmações a respeito dele têm a sua origem em escritores que foram abertamente hostis para com ele: Tácito, Plínio, o Jovem e Suetônio. Estes homens exageraram a crueldade do monarca ao efetuar adversas comparações com os cinco bons imperadores que o sucederam. Como consequência, a historiografia moderna recusa a maior parte da informação que contêm as obras destes escritores ao considerá-los pouco objetivos. É descrito como um autocrata despiedado, mas eficiente, cujos programas pacíficos, culturais e econômicos foram precursores do próspero século II, comparado com o turbulento crepúsculo do século I. A sua morte marcou o final da dinastia flaviana, bem como a instauração da dinastia antonina.

## Biografia

### Juventude

#### Família

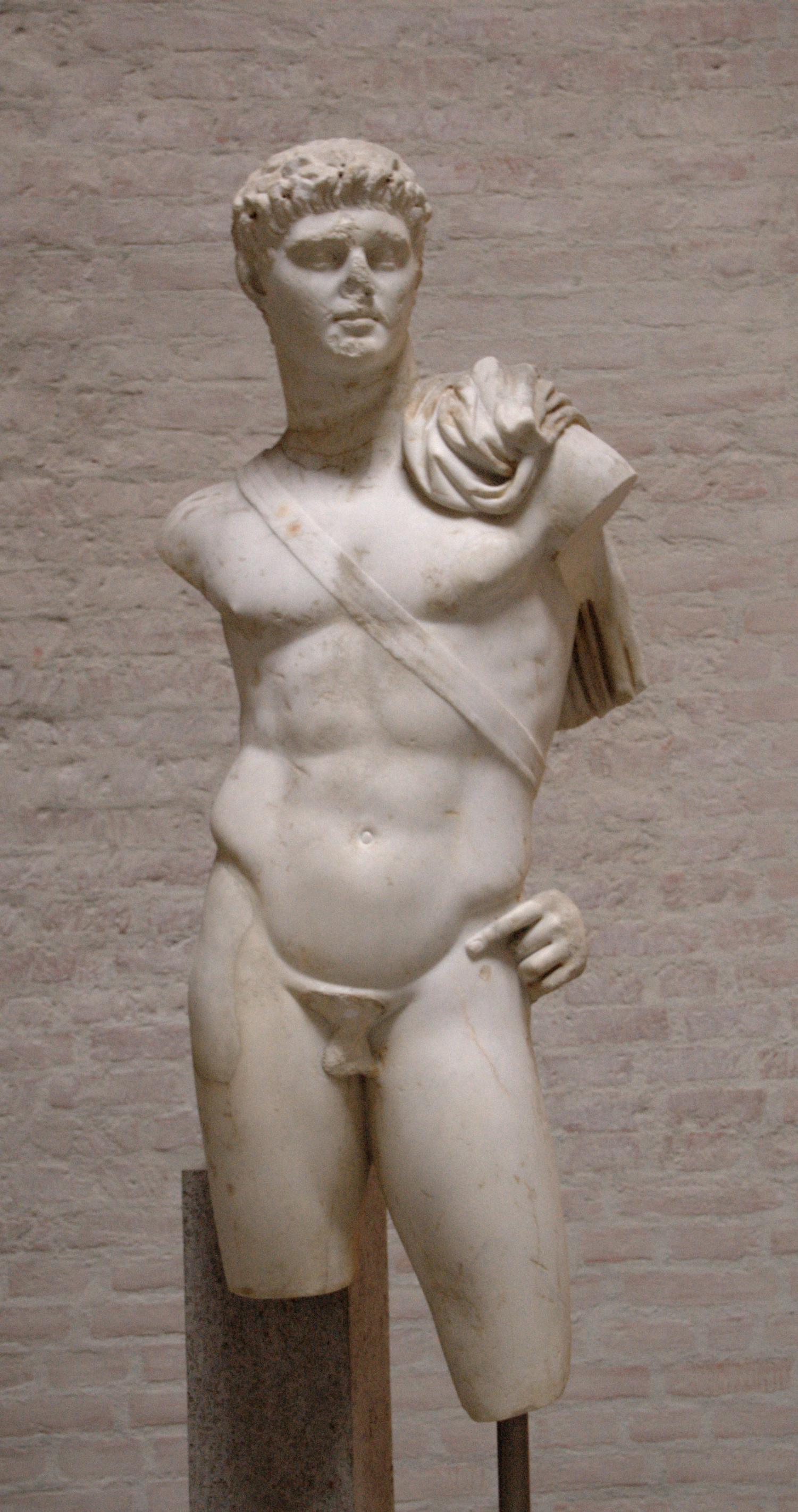
Estátua de Domiciano, na Gliptoteca de Munique.

Nascido a 24 de outubro de 51, foi o terceiro filho de Tito Flávio Sabino Vespasiano e Domitila Maior. Os seus irmãos eram Domitila Menor (nascida em 39) e Tito (nascido o mesmo ano que a sua irmã e conhecido popularmente como Tito).
As décadas de guerra civil que açoitaram o império ao longo do século I a.C. contribuíram enormemente à decadência da velha aristocracia romana, que foi gradualmente substituída no poder por uma nova nobreza provincial durante a primeira parte do século I. Uma dessas famílias foi a dos Flávios, ou gens Flavia, que se elevou desde uma obscuridade relativa até a proeminência em apenas quatro gerações, adquirindo considerável riqueza e influência sob o reinado dos imperadores da dinastia júlio-claudiana. O bisavô de Domiciano, Tito Flávio Petro, serviu como centurião sob as ordens de Cneu Pompeu Magno durante a Segunda Guerra Civil da República de Roma. A sua carreira militar terminou quando Pompeu foi derrotado de maneira esmagadora por Júlio César na Batalha de Farsália.
Contudo, Petro conseguiu melhorar a sua situação casando-se com Tértula, uma mulher sumamente rica, cuja fortuna garantiu a ascensão do filho de ambos, Tito Flávio Sabino, o avô de Domiciano. O mesmo Sabino amealhou uma grande riqueza como arrecadador de impostos na província de Ásia e como banqueiro na Helvécia. Ao casar-se com Vespásia Polião, aliou-se com uma das famílias patrícias de maior avoengo aristocrático. A riqueza e a linhagem dos filhos de Vespásia Polião e Tito Flávio Sabino II garantiram a ascensão dos seus filhos, Vespasiano e Tito Flávio Sabino, à classe senatorial.
A carreira política de Vespasiano compreendeu os cargos de questor, edil, pretor, culminando em um consulado em 51, ano de nascimento de Domiciano. Vespasiano alcançou a glória militar mercê à sua destacada participação na invasão da Britânia. Embora as fontes antigas aleguem a pobreza da família Flávia durante a época do nascimento de Domiciano, e até mesmo sugestionam que os Flávios caíram em desgraça durante os reinados de Calígula (37 - 41) e Nero (54 - 68), historiadores modernos como Jones afirmam que estes relatos constituem somente uma parte da campanha propagandística realizada durante os reinados dos imperadores pertencentes à dinastia flaviana. Tal campanha tinha como fim minar a popularidade destes impopulares imperadores e gabar a do imperador Cláudio (41 - 54) e a do seu filho Britânico. Aparentemente, o favor imperial para os "Flávios" foi considerável ao longo do período compreendido entre 40 e 60. Enquanto Tito recebia uma extraordinária educação na corte imperial junto a Britânico, Vespasiano acedia a importantes magistraturas civis e militares.
Após estar retirado da vida pública durante a década de 50, Nero nomeou Vespasiano como procônsul de África em 63 Acompanhou o imperador em uma viagem a Grécia em 66. Após o início da primeira guerra judaico-romana, na província de Judeia, o imperador designou Vespasiano comandante dos exércitos ali estacionados. Domiciano tinha quinze anos na ocasião. Ao finalizar a sua formação militar, Tito uniu-se ao seu pai e dirigiu uma das suas três legiões durante a campanha.

#### Adolescência e caráter
Já em 66 fazia tempo que haviam morrido tanto a mãe como a irmã de Domiciano, enquanto o seu pai e o seu irmão lideravam os exércitos da Germânia e da Judeia. Tudo isso motivou que passasse a maior parte da sua adolescência sem os seus parentes mais próximos. Durante a primeira guerra judaico-romana, Domiciano ficou ao cuidado do seu tio Tito Flávio Sabino, que era prefeito urbano de Roma. É provável que Marco Coceio Nerva, que seria o seu sucessor no trono, o tomasse sob a sua proteção. Recebeu uma educação privilegiada, digna de um jovem procedente da classe senatorial; estudou retórica e literatura. Suetônio, na sua obra Vidas dos Doze Césares escreveu sobre a capacidade que tinha para citar frases de grandes poetas como Homero ou Virgílio nas ocasiões adequadas, e descreve-o como um adolescente culto e educado, capaz de conversar de um modo muito elegante. As suas primeiras obras publicadas foram poemas, bem como tratados sobre a lei e administração. Ao contrário do seu irmão Tito, não foi criado propriamente na corte imperial, nem parece que recebesse uma educação militar formal; embora Suetônio o descreva como um atirador destro.

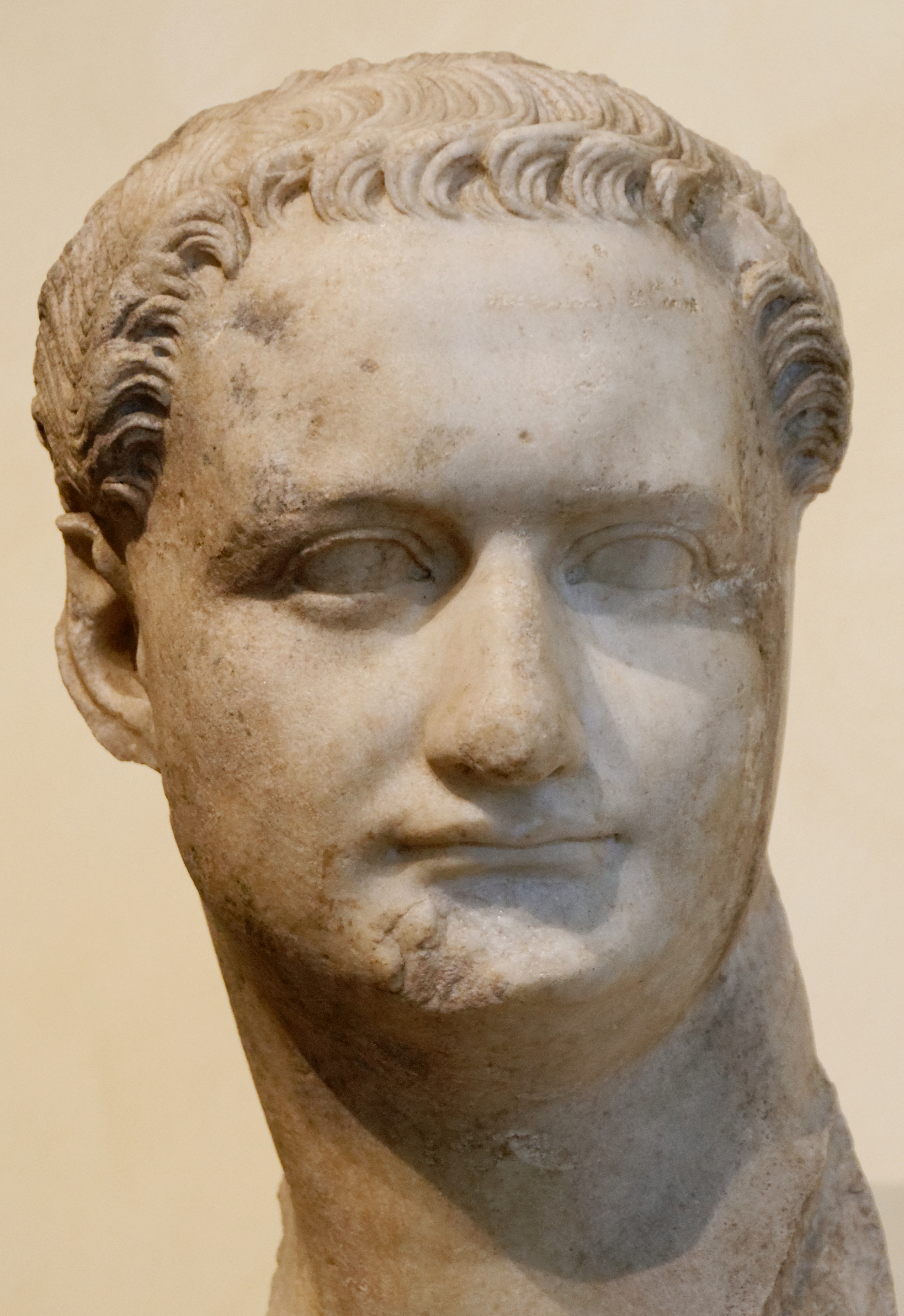
Busto de Domiciano nos Museus Capitolinos, Roma.

Suetônio, além disso, consagrou uma parte importante da sua biografia a falar da personalidade de Domiciano, e proporciona uma detalhada descrição do seu caráter e aparência física.
| “ | Domiciano era de elevada estatura, semblante modesto, cute rosado e olhos grandes, embora suaves; era formoso e aposto, sobretudo na juventude, embora tivesse os dedos dos pés muito curtos. Mais adiante a este defeito uniram-se outros: cabeça calva, ventre enorme e pernas extraordinariamente delgadas, e enfraquecidas ainda por longa doença. | ” |

Aparentemente, a sua calvície envergonhava-o tanto que em etapas posteriores tratou de dissimulá-la com o emprego de perucas. Sempre segundo Suetônio, obsedou-se tanto que chegou a escrever um livro a respeito do cuidado do cabelo. A respeito da sua personalidade, os escritos de Suetônio alternam bruscamente entre uma descrição imperador-tirano, o de um homem física e intelectualmente preguiçoso ou o de um imperador de caráter refinado e de grande inteligência. Brian Jones conclui na sua obra, The Emperor Domitian, que é complicado falar a respeito da verdadeira natureza da personalidade de Domiciano por causa da parcialidade das fontes sobreviventes. Segundo sugestionam as partes comuns das fontes sobreviventes, é provável que carecesse do carisma natural do seu irmão e do seu pai, que era propenso a suspeitar das pessoas, e que tinha um estranho e ocasionalmente auto-depreciativo senso do humor. A natureza do seu caráter viu-se agravada pela sua tendência ao isolamento. À medida que passavam os anos, esta tendência acentuou-se até o ponto de se comunicar de modo críptico ou até mesmo parar de manter contato com ninguém. Talvez isto fosse consequência da sua infância, transcorrida longe dos seus familiares mais próximos. Aliás, quando tinha dez e oito anos, a maior parte dos seus familiares próximos tinham morrido em combate ou de doença. Por outro lado, e como consequência de passar quase toda a sua juventude sob o reinado de Nero, os seus anos de educação estiveram fortemente influenciados pela agitação política da época, que culminou na guerra civil de 69 que levaria a sua família ao poder.

### Ascensão da dinastia flaviana

#### Ano dos quatro imperadores

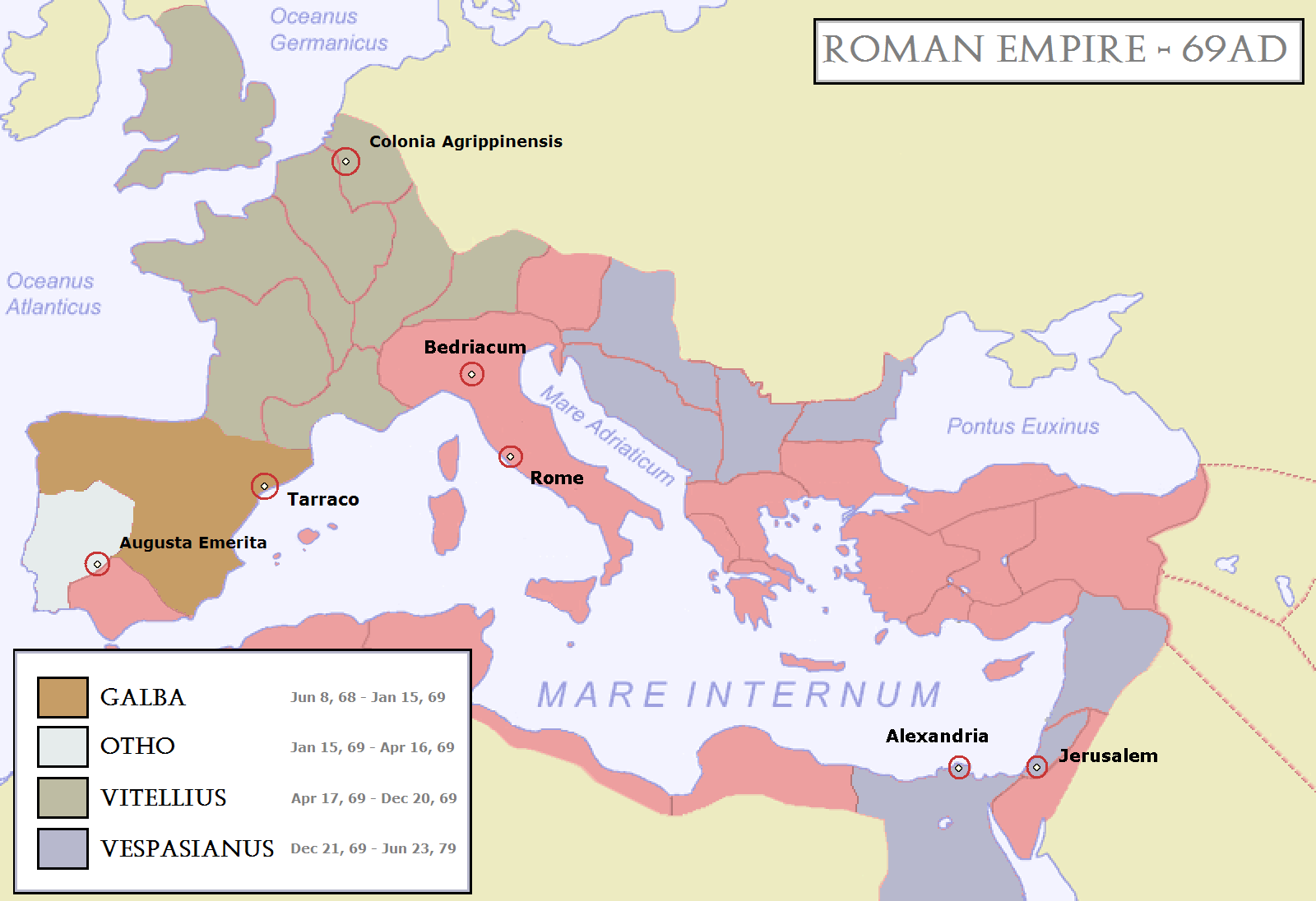
O Império Romano durante o ano dos quatro imperadores, as províncias azuis indicam as regiões leais a Vespasiano.

A 9 de junho de 68, entre a crescente oposição do senado e o exército, Nero suicidou-se, terminando assim com a dinastia júlio-claudiana e desencadeando uma devastadora guerra civil conhecida como o ano dos quatro imperadores. Em tal guerra, os quatro generais mais influentes do Império Romano —Galba, Otão, Vitélio e Vespasiano— disputaram sucessivamente o controlo imperial. Informado da morte do último Júlio-Cláudio, bem como da nomeação como imperador de Sérvio Sulpício Galba, então governador da Hispânia Tarraconense, o futuro imperador decidiu pausar a sua campanha e enviar o seu filho Tito a apresentar os seus respeitos ao novo imperador.
Antes de atingir a província da Itália, Tito foi informado do assassinato de Galba e de que Otão fora nomeado sucessor. Nada mais iniciar o seu reinado, o ex-governador da Lusitânia teve de fazer face à rebelião de Vitélio e as suas legiões germanas. O rebelde foi coroado imperador pelas suas tropas e iniciou uma marcha sobre Roma. Não querendo arriscar-se a ser capturado por nenhum dos dois bandos, Tito suspendeu a viagem e voltou para Judeia junto ao seu pai.
Otão e Vitélio eram cientes da ameaça que representava Vespasiano. Com quatro legiões à sua disposição, liderava uma força composta por cerca de 80 mil soldados. Além disso, a sua sólida posição em Judeia conferiu-lhe-ia a vantagem de ficar próximo da província do Egito, território vital que controlava o fornecimento de cereais da capital. Paralelamente, o seu irmão, Tito Flávio Sabino, era prefeito urbano, pelo qual controlava o destacamento militar estacionado na cidade. Apesar de se acrescentar a tensão entre as suas tropas, decidiu não atuar enquanto Galba e Otão detiveram o poder. Contudo, depois da derrota de Otão na Primeira Batalha de Bedríaco, e do seu nobre suicídio, os exércitos da Judeia e Egito decidiram agir e nomearam imperador a Vespasiano a 1 de julho de 69. Vespasiano aceitou e, após duras negociações, Tito obteve o apoio do governador da Síria, Muciano; esta união representava a formação de uma imponente força no leste. Ao mesmo tempo que Vespasiano se mudava para Alexandria com o fim de se assegurar o controlo da província egípcia, Tito ficou no comando do conflito que os enfrentava com os judeus sediciosos. Por tudo isso, sobre Muciano recaiu a tarefa de tomar Roma.

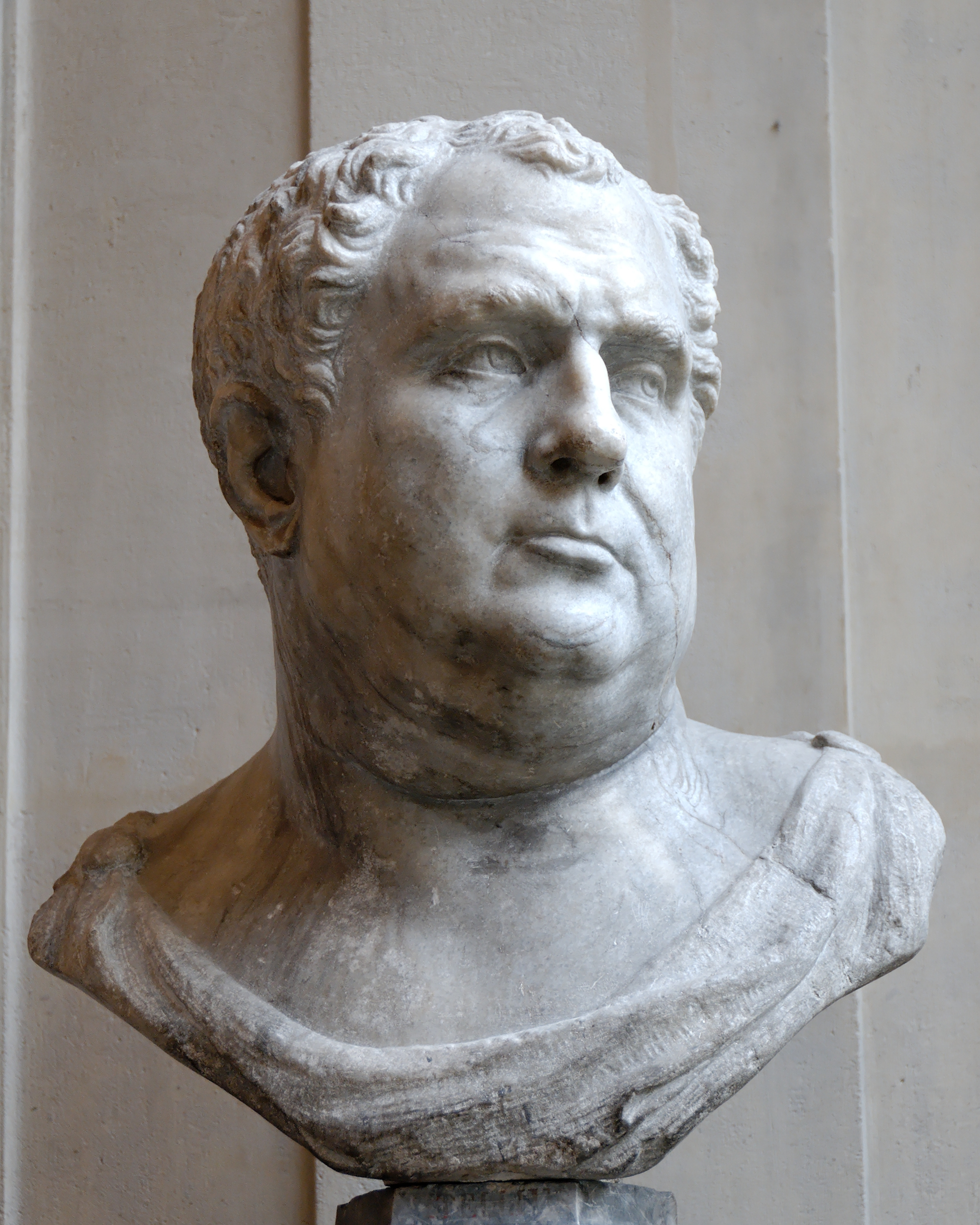
Réplica do século XVI de um busto de Vitélio. Museu do Louvre (Paris).

Em Roma, Vitélio pôs a Domiciano sob prisão domiciliar a fim de poder empregá-lo como refém frente do iminente ataque de Muciano à capital. A situação do imperador era desesperada, pois os seus soldados desertaram em massa para as filas do seu adversário. A 24 de outubro de 69, os dois exércitos enfrentar-se-iam na Segunda Batalha de Bedríaco. A batalha finalizou com uma esmagadora vitória sobre os soldados vitelianos. Após a sua derrota, Vitélio tratou de assinar um tratado no que renunciava ao trono voluntariamente; porém, os pretorianos impediram-no.
A manhã de 18 de dezembro o imperador encaminhou-se para o Templo da Concórdia de modo a depositar a insígnia imperial; porém, no último momento virou-se e regressou para o Palácio Imperial. Acreditando a Vitélio fora de jogo, os estadistas mais influentes da capital reuniram-se na casa de Flávio Sabino e proclamaram Vespasiano imperador. Mas as tropas de Vitélio atacaram a escolta de Sabino obrigando-a a se refugiar no monte Capitolino. Embora Muciano se acercasse a Roma, os familiares de Vespasiano não foram capazes de resistir ao assédio. Na manhã seguinte, as tropas imperiais irromperam na Cidadela do Capitólio. Sabino caiu vítima da escaramuça que aconteceu. Domiciano conseguiu escapar disfarçando-se de sacerdote de Ísis no templo da deusa no Capitólio e passou a noite na casa de um dos simpatizantes do seu pai. A 20 de dezembro Vitélio e os seus exércitos foram derrotados e os seus oficiais executados pelas tropas de Vespasiano. Sem nada que temer, Domiciano apresentou-se às forças invasoras, que o aclamaram como césar e o conduziram à casa do seu pai. A 21 de dezembro o senado proclamou oficialmente Vespasiano como imperador, terminando assim com este sangrento ciclo de guerras civis. Finalizara o ano dos quatro imperadores; começava o reinado de Vespasiano.

#### Consequências do conflito

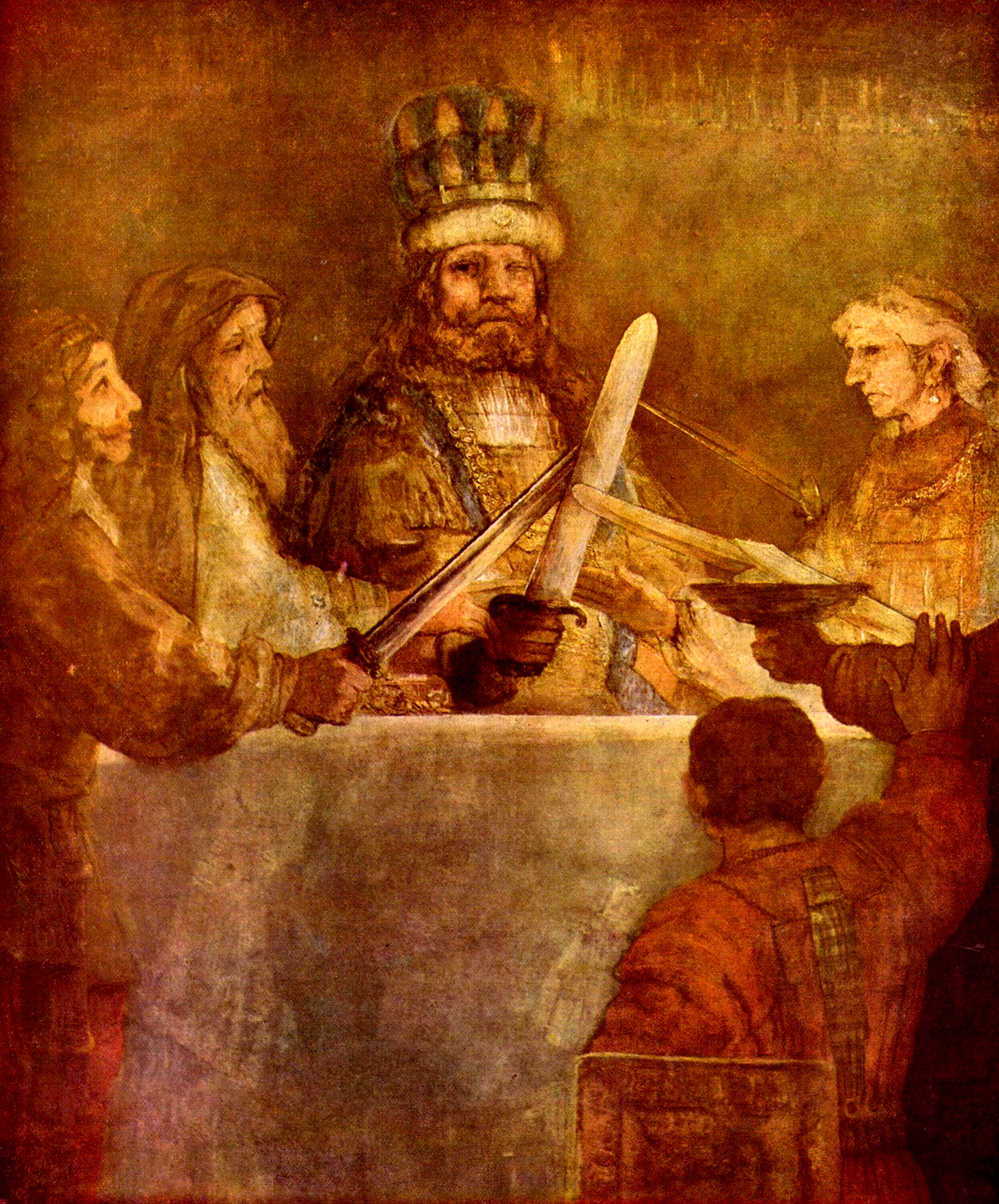
A conspiração de Caio Júlio Civil,
por Rembrandt (1661).

Embora a guerra civil finalizasse oficialmente, um estado de anarquia apoderou-se da capital durante os primeiros dias após o falecimento de Vitélio, porém Muciano restaurou a ordem em princípios de 70. Pela sua vez, Vespasiano não acudiria a Roma até setembro daquele ano. Na ausência do seu pai e o seu irmão, Domiciano agiu como representante dos Flávios no senado, cujos integrantes lhe outorgaram o título de césar e o nomearam pretor com poderes proconsulares. Porém, o seu poder e autoridade eram puramente nominais, presságio do papel que desempenharia ao longo dos seguintes doze anos. Todas as fontes afirmam que era Muciano o que possuiu o verdadeiro poder na falta do imperador. O ex-governador da província da Síria não permitiu que um jovem de dezoito anos ultrapassasse os limites da sua função simbólica. Tácito descreve o seu primeiro discurso ante os senadores como um informe breve e moderado. Para controlá-lo, uma estreita vigilância foi mantida sobre o séquito do césar. Além disso, os militares mais influentes, como Árrio Varo, prefeito pretoriano, ou Antônio Primo, comandante dos efetivos do imperador na Segunda Batalha de Bedríaco, foram enviados a perigosas missões nas províncias afastadas e substituídos por homens facilmente controláveis como Arrecino Clemente.
Assim como fizera com as ambições políticas de Domiciano, Muciano afundou também suas aspirações militares. O ano dos quatro imperadores causara uma grande instabilidade nas províncias, conduzindo a uma série de rebeliões lideradas por regimes locais.
Na Gália, comandados por Caio Júlio Civil, os Batávios, efetivos auxiliares das legiões do Reno, desertaram e uniram-se aos tréveros de Júlio Clássico. Desde a capital enviaram-se sete legiões comandadas pelo cunhado do imperador, Quinto Petílio Cerial, que submeteu depressa os sediciosos. Apesar disso, Muciano viu-se forçado a marchar com as suas próprias tropas à zona afetada como consequência dos exagerados informes que recebera. O césar tratou então de atingir uma reputação como militar, para o que se uniu aos oficiais com a esperança de lhe ser concedido o comando de uma legião. Tácito escreve que Muciano não confiava em Domiciano, se bem que preferia que permanecesse perto dele, onde poderia controlá-lo, em lugar de em Roma. Quando chegaram as notícias da vitória de Cerial, Muciano tentou dissuadir o filho do seu aliado de perseguir a fama militar. Contudo, Domiciano decidiu escrever diretamente a Cerial, ao que sugeriu que lhe traspassasse o comando do exército. Advertido por Muciano, este voltou a recusar. A chegada do seu pai à cidade afastou-o definitivamente da política. Passou os anos seguintes dedicando-se às artes e à literatura.

#### Matrimônio

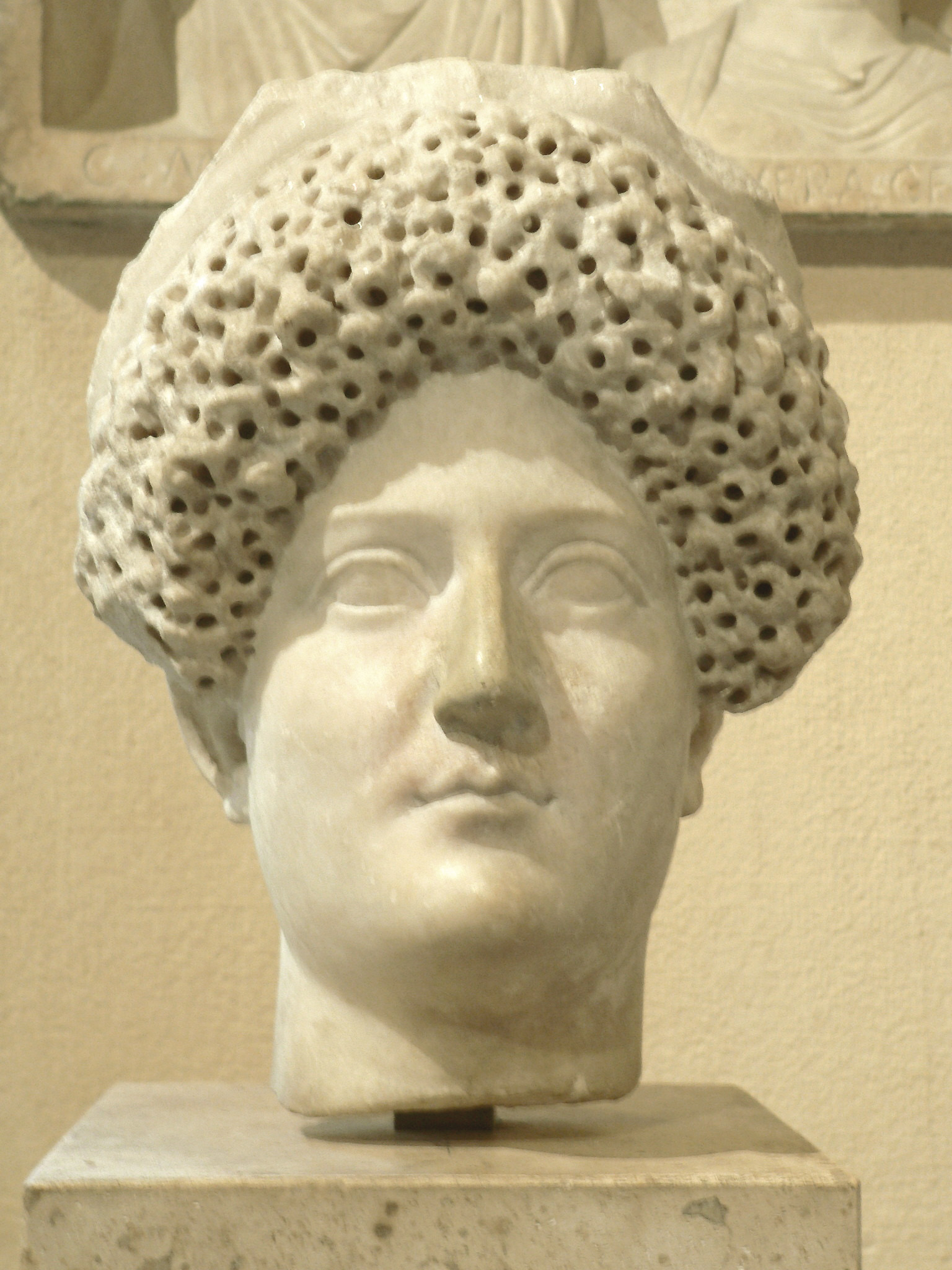
Busto de Domícia Longina, no Museu do Louvre. O peculiar penteado era popular durante a dinastia flaviana.

Fracassada a sua carreira política e militar, o futuro imperador focou-se nos assuntos que afetavam a sua vida doméstica. Vespasiano tentou concertar um matrimônio entre o seu filho menor e a filha de Tito, Júlia Flávia. Contudo, este estava tão profundamente enamorado de Domícia Longina que conseguiu convencer o seu marido, Lúcio Élio Pláucio Lamia Eliano, de que se divorciasse dela. Vespasiano, embora a princípio se opôs a esta união, cedeu ao ver o benéfica que seria para ambas as famílias. Longina era filha de Cneu Domício Córbulo, um militar competente e político respeitado, que foi assassinado por ordens de Nero após o insucesso da Conspiração de Pisão. Através deste matrimônio não somente ficariam restabelecidas as conexões com a oposição senatorial, mas também se reforçaria a campanha propagandística que visava a ocultar o sucesso experimentado pela carreira política de Vespasiano durante o reinado do odiado imperador. Os oficiais imperiais manipularam a informação a fim de criar falsas ligações com os falecidos Cláudio e Britânico. Reabilitaram-se as propriedades das vítimas dos excessos de Nero.
Aparentemente o casal foi feliz, embora se visse obrigado a tolerar constantes acusações de adultério e divórcio. Em 73, nasceu o único filho do casal, que faleceria em 81. Jones acredita que esta foi a razão pela qual em 83 Domiciano exilou a sua esposa sob acusações de infertilidade. Contudo, faria-a voltar, talvez por amor ou com o objeto de fazer calar os rumores que o relacionavam com a sua sobrinha, Júlia Flávia. É desconhecido se teve algum filho ilegítimo, mas nunca voltou-se a casar. Após suceder no trono ao seu irmão, outorgou à sua esposa o título honorífico de Augusta e forçou o senado a deificar o seu filho. Esta informação procede da gravura presente no reverso de uma moeda expedida durante o seu reinado.

#### Herdeiro de caráter formal. Ascenso ao trono

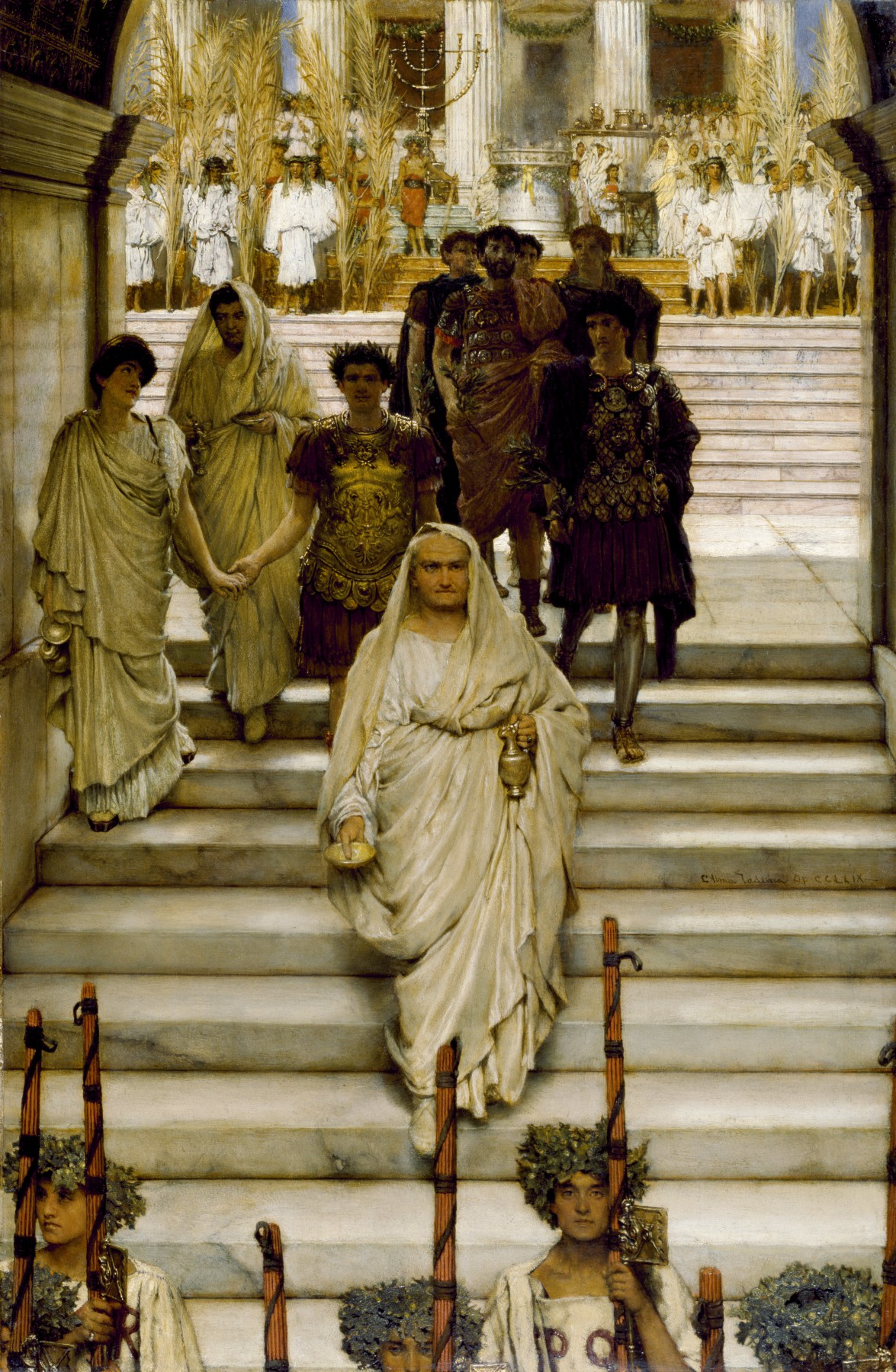
Triunfo de Tito, óleo de Lawrence Alma-Tadema, 1885,/

Em junho de 71 Tito regressou para a capital, após derrotar os sediciosos que se rebelaram na Judeia. O conflito saldara-se com a captura ou falecimento de ao redor de um milhão de pessoas, das quais a maioria eram judaicas. Foi destruído Jerusalém e o seu templo, sendo capturadas e escravizadas 100 mil pessoas. A fim de recompensar a sua vitória, o senado concedeu a Tito um triunfo. Durante a celebração do mesmo, os membros da dinastia flaviana apresentaram-se frente do povo romano precedidos por um desfile no que era exibida a pilhagem de guerra. À cabeça da procissão iam Tito e Vespasiano, seguidos por Domiciano – em lombo de um semental branco – e o restante da família. Após executar os líderes da resistência judaica no Fórum Romano, foram realizados sacrifícios religiosos no Templo de Júpiter. A fim de comemorar a vitória de Tito foi ordenada a construção do Arco de Tito, sito na entrada sudeste do fórum.
O regresso do seu irmão deu ao manifesto a insignificância de Domiciano, tanto militar como politicamente. Na sua condição de primogênito e mercê à sua experiência, Tito foi designado cônsul em sete ocasiões, censor em uma, e, além disso, foi-lhe concedida o poder tribunício (tribunícia potestas) e o comando do corpo de segurança imperial, a guarda pretoriana; tudo isso durante o reinado do seu pai. Por outro lado, estas concessões confirmavam que Tito era o herdeiro do império. A Domiciano foram-lhe concedidos os títulos honoríficos de césar ou príncipe da juventude (princeps iuventis), além de vários sacerdócios como o de áugure, pontífice, os irmãos arvais, mestre dos irmãos arvais (magister frater arvalium) e  sacerdote de todos os colégios (sacerdos collegiorum omnium), embora nenhum cargo com imperium. Exerceu um consulado ordinário em 73 e cinco consulados sufectos em 71, 75, 76, 77 e 79, substituindo quase sempre no posto ao seu pai ou ao seu irmão em meados de janeiro. Durante os reinados de ambos não obteve nenhum cargo público de importância. Por outro lado, e embora os seus cargos fossem mais formais do que materiais, esses postos serviram sem dúvida para que Domiciano adquirisse uma valiosa experiência tratando com o senado. Muciano, estreito colaborador do seu pai durante o ano dos quatro imperadores, desapareceu completamente da vida pública e é provável que falecesse em 75/77. O verdadeiro poder concentrou-se nas mãos de Vespasiano, Tito, e os seus aliados políticos; o senado foi mantido como uma falsa fachada de democracia.
A eficácia de Tito como "coimperador" do seu pai garantiu que após a morte deste (23 de junho de 79) se produzisse uma sucessão pacífica e com poucos câmbios. Tito assegurou ao seu irmão que seria designado para desempenhar cargos de importância durante o seu reinado, embora não o investisse com o poder tribunício nem lhe concedesse cargo com imperium. De todas formas, se bem que Tito pudesse ter em mente outorgar ao seu irmão cargos públicos de importância, vários acontecimentos durante o seu reinado requereram toda a sua atenção. A 24 de agosto de 79 o Vesúvio entrou em erupção, enterrando sob metros de cinza e lava as cidades de Pompeia e Herculano. No ano seguinte estourou um incêndio na capital que danou uma parte importante dos edifícios públicos.
Por tudo isso, Tito passou grande parte do seu reinado visando a restaurar as propriedades das vítimas. A 13 de setembro de 81, após dois anos no trono, o irmão de Domiciano faleceu por causa de umas febres que contraíra durante uma viagem ao território dos sabinos.
As fontes clássicas implicam a Domiciano nesta morte, acusando-o diretamente de assassinato, ou afirmando que abandonou o seu irmão quando este se encontrava muito enfermo. A veracidade destas histórias, sobretudo considerando a subjetividade das fontes coetâneas, é difícil de avaliar. É muito provável que o afeto fraternal fosse mínimo, fato nada surpreendente, pois apenas se conheciam entre eles. Independentemente da natureza desta relação, Domiciano nunca mostrou muita preocupação pelo seu irmão moribundo.
Um dia depois do falecimento de Tito, o senado proclamou Domiciano como imperador e concedeu-lhe poderes tribunícios (tribunicia potestas), o cargo de pontífice máximo, e os títulos  de augusto e pai da pátria.

### Imperador

#### Administração
Como imperador, Domiciano pôs pronto fim à falsa fachada de democracia republicana estabelecida pelo seu pai e estimulada durante o reinado do seu irmão. Fez do senado uma instituição obsoleta ao concentrar nas suas mãos os poderes governamentais. À margem do seu poder político, o seu papel como imperador abrangia os aspectos da vida cotidiana da sociedade romana. Constituía o referente cultural, bem como a autoridade moral. Ao embarcar-se numa série de ambiciosos projetos econômicos, militares e culturais destinados a restabelecer a glória que experimentou o império durante o reinado de Augusto, marcou o caminho para uma nova época de prosperidade imperial dirigida pelo governo dos "cinco bons imperadores".
Apesar dos seus revolucionários projetos, estava determinado a governar o império conscienciosa e escrupulosamente; deste jeito implicou-se pessoalmente em todas os ramos da administração imperial. Os éditos publicados durante o seu reinado afetavam os aspectos da vida privada dos romanos, enquanto os impostos, as leis e a moral pública eram aplicados de maneira rigorosa. Segundo Suetônio, a burocracia imperial nunca se desempenhou de maneira tão eficiente que durante o seu período como imperador; a sua opressiva exigência e a sua predisposição à suspeita provocaram os níveis mais baixos da história relativos à corrupção existente entre os governadores provinciais e os funcionários públicos eleitos. Entre os exemplos de zelo pelo controlo governamental nas províncias encontra-se o processo contra o procônsul Baebius Macer, governador da província Hispânia Bética, quem segundo Plínio, o Jovem, foi acusado de concussão durante o reinado de Domiciano.
Embora não atacasse o senado de maneira expressa, os integrantes da câmara consideravam indigno a posição à que foram relegados pela política do imperador. Quanto aos cargos públicos, não houve quase nenhum tipo de favoritismo por motivos familiares, mas foram distribuídos entre os seus homens de confiança. Desse modo rompia com a política nepotista praticada por Tito e Vespasiano. À hora de assinar os ofícios valorizava acima de tudo a lealdade e a maleabilidade, qualidades que encontrou mais entre os homens pertencentes ao ordo equester que entre os senadores ou os seus familiares, dos quais desconfiava e aos que destituía se não estavam de acordo com a política imperial.
A sua autocracia acentuou-se com o fato de permanecer longos períodos de tempo fora da capital, comparáveis aos de Tibério em Capri ou Rodes. Apesar de o poder do senado ter diminuído consideravelmente após a queda da ordem republicana, durante o reinado de Domiciano o poder central não parecia encontrar-se na capital imperial, mas no lugar no que ele se encontrasse. De fato, os membros da corte imperial habitaram em Alba ou Circeu até ser completada a construção do Palácio Flávio, localizado no Monte Palatino. O imperador viajou por todas as províncias ocidentais do império, permanecendo três anos na Germânia e Ilíria. Nessas províncias, combateu as tribos que ameaçavam os seus territórios.

#### Economia

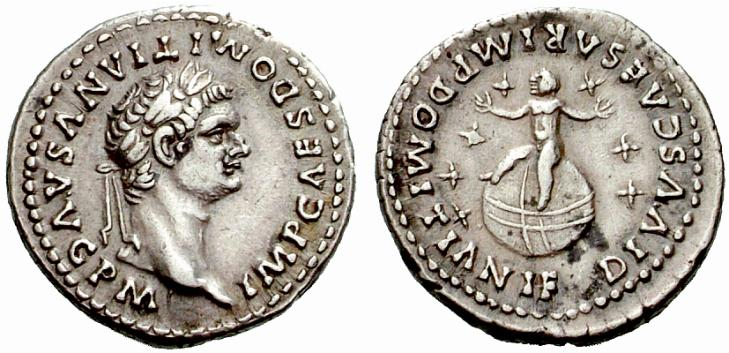
Domiciano revalorizou a moeda ao aumentar em cerca de 12% o conteúdo de prata de cada denário. Esta moeda comemora a deificação do seu filho, falecido por volta de.

A tendência à micro-gestão do imperador tornou-se evidente na sua política financeira. Embora a questão de se Domiciano deixou a economia imperial com dívida ou superávit fosse intensamente debatida, a maioria das evidências apontam a uma economia relativamente equilibrada durante a maior parte do seu reinado. Na sua ascensão ao trono revalorizou a moeda ao aumentar em cerca de 12% o conteúdo de prata presente no denário. Porém, uma crise em 85 forçou a desvalorização da divisa, que alcançou o nível estabelecido por Nero em 65. Ainda assim, o seu valor conservou-se acima do nível mantido durante os reinados de Vespasiano e Tito, e a estrita política fiscal de Domiciano assegurou que este padrão se sustivesse os seguintes onze anos. As moedas cunhadas durante o seu reinado manifestam um considerável grau de qualidade, incluindo uma meticulosa atenção à hora de citar os títulos do imperador e um grande cuidado nos retratos integrados no reverso das moedas, que constituíam refinadas obras de arte.
Jones estabelece que durante esta época a renda anual da administração imperial atingia os 1 200 milhões de sestércios, mais de um terço deles destinado à manutenção do exército. Grande parte deste dinheiro subvencionou a reconstrução da capital imperial, cujos danificados edifícios sofreram o incêndio de 64, o ano dos quatro imperadores (69), e a erupção do Vesúvio (79). Para além de um plano de reformas, os projetos urbanísticos de Domiciano eram destinados a renovar o capital cultural do império. Durante o seu reinado foram erigidos ou completados mais de cinquenta novas estruturas, uma quantidade apenas superada pelos construídos sob a administração de Augusto. Entre estas novas edificações destacam-se o Odeão de Domiciano, o Estádio de Domiciano e um imponente palácio construído pelo mestre arquiteto Rabírio. Esta suntuosa construção, localizada no monte Palatino, seria conhecida como o Palácio Flávio. Restaurou o Templo de Júpiter no Capitólio, cujo teto revestiu de ouro. Completou o Templo de Vespasiano e Tito, o Arco de Tito e o Anfiteatro Flávio; a esta estrutura acrescentou um quarto nível e o acabamento da zona interior nas quais se sentava o público.
Para contentar a plebe, a administração imperial investiu por volta de 135 milhões de sestércios em donativos ou congiários. Foram ressuscitados os banquetes públicos, degradados a simples distribuições de alimentos durante o reinado de Nero, e assinadas grandes quantidades de dinheiro aos jogos e espetáculos. Em 86, foram criados os jogos capitolinos, um evento desportivo celebrado cada quatro anos e que integrava competições atléticas, corridas de bigas e concursos musicais e interpretativos. O imperador subvencionou as viagens que efetuavam os competidores de qualquer parte do império, e custeou os prêmios. Foram introduzidas inovações no programa de entretenimentos: as simulações de confrontos navais, as batalhas noturnas e os combates de gladiadores protagonizados por mulheres e anões. Nas competições de carros acrescentaram-se duas novas facções, a de "os ouros" e a de "os púrpuras".

#### Aspectos militares

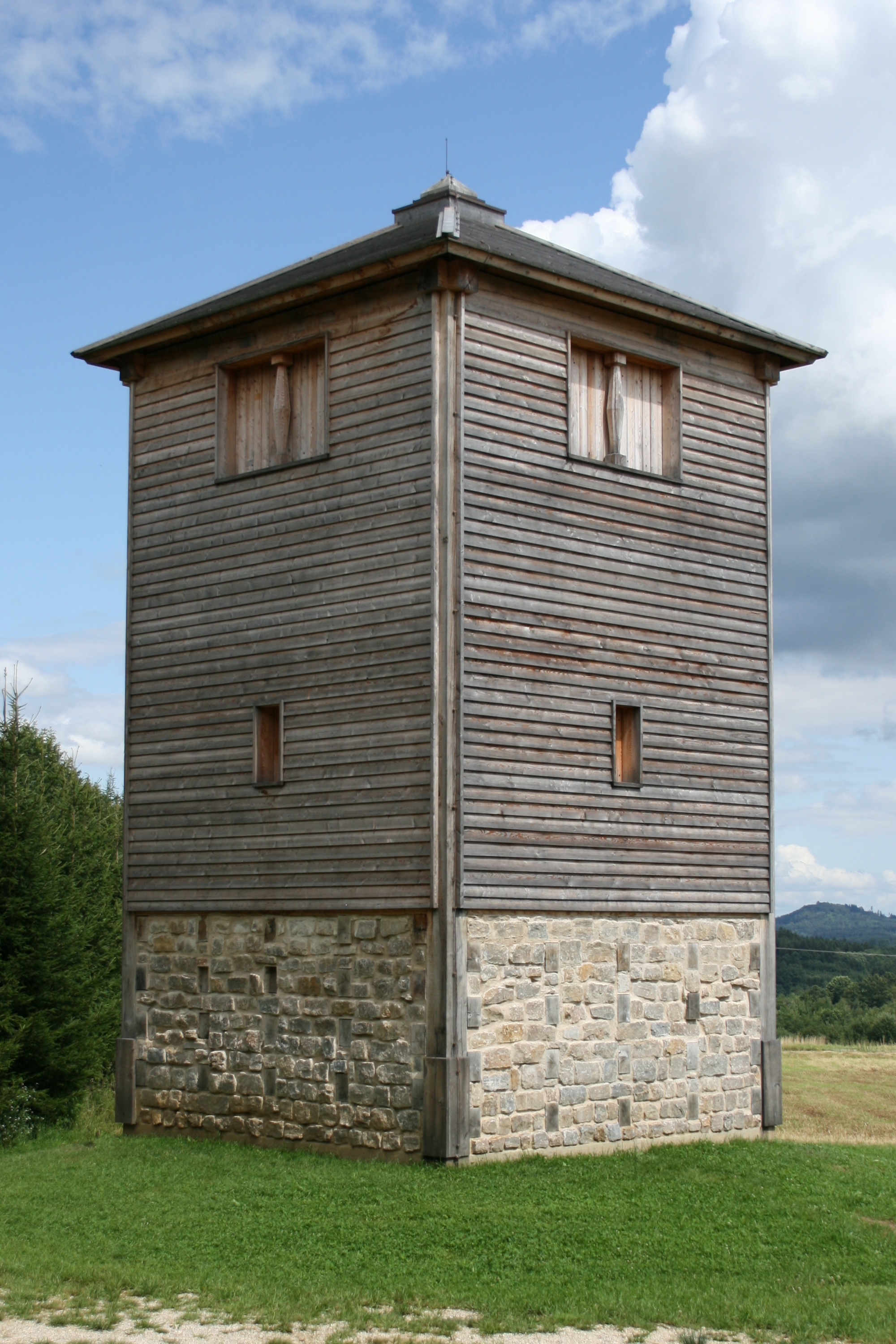
Reconstrução de uma das atalaias da Fronteira da Germânia. O mais significativo da política militar de Domiciano foi a expansão e melhora das defesas fronteiriças.

As campanhas militares acontecidas durante o seu reinado foram de natureza defensiva, pois o imperador recusava a ideia da guerra expansionista. Militarmente a sua contribuição mais importante foi o desenvolvimento da Fronteira da Germânia, uma vasta rede de caminhos, fortificações e torres de vigilância construídas ao longo do rio Reno a fim de defender o império. travaram-se importantes conflitos; na Gália contra os Catos, e na fronteira do Danúbio contra os Suevos, Sármatas e Dácios. A conquista da Britânia continuou sob o comando de Cneu Júlio Agrícola, um competente general que conseguiu conquistar territórios na Caledônia (a moderna Escócia). Em 82 foi fundada uma nova legião a fim de combater os Catos, a I Minervia.
Administrou o exército como fizera com o restante de ramos governamentais, com uma incômoda e constante intervenção. Contudo, a sua falta de competência como estratega militar tornou-se alvo das críticas dos seus conterrâneos. Reclamou vários "triunfos", entre o que se destaca o acontecido para celebrar a vitória sobre os Catos. Porém, estes triunfos constituem simples manobras propagandísticas cimentadas sobre fictícias vitórias em conflitos que não chegaram ao seu término. Tácito cataloga-os como "simulacros de triunfos", e efetua uma dura crítica da decisão do imperador de retirar os efetivos estacionados na Britânia. Contudo, tornou-se consideravelmente popular entre os soldados após permanecer junto a eles três anos de campanha e aumentar um terço o seu salário. Enquanto os seus oficiais pudessem desaprovar as suas decisões táticas, a lealdade que a sua figura exercia no soldado raso era inquestionável.

##### Campanha contra os Catos
Quando ascendeu ao trono, o imperador tratou de se lavrar a reputação como militar que não pudera conseguir até então. Em princípios de 82/83, deslocou-se para a Gália visando a renovar o censo; porém, à sua chegada ordenou ao exército iniciar uma campanha contra os Catos. Fundou-se a Legio I Minervia para combater esta tribo. Os seus homens construíram mais de 75 quilômetros de estradas para descobrir os lugares onde se ocultava o inimigo. Embora sobrevivesse pouca informação a respeito do conflito, a rápida volta do imperador à capital aponta a que os romanos atingiram uma rápida vitória. Organizou-se um elaborado triunfo na sua honra e ele próprio se outorgou o título de Germânico. Os escritores antigos desprezam esta suposta vitória, que descrevem como uma campanha "fora de lugar", da qual deriva um "simulacro de triunfo". O importante papel que esta tribo desempenhou na revolta de Saturnino é sintoma do espúrio da campanha.

##### Conquista da Britânia

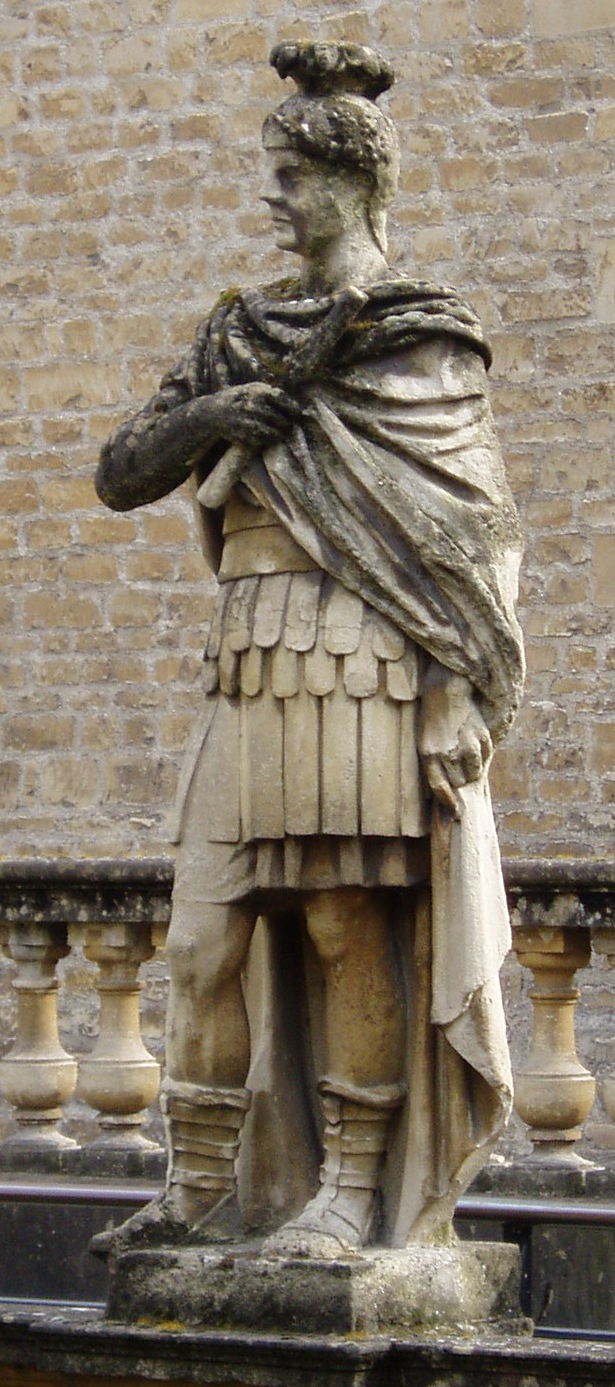
Estátua de Cneu Júlio Agrícola,
em Bath, Inglaterra.

Tácito, através da biografia de Agrícola, o seu sogro, confeccionou o informe militar mais detalhado do período flaviano. O historiador dedica grande parte da obra à campanha que liderou este na Britânia (77–84). À sua chegada à ilha (77/78), Agrícola liderou uma campanha na Caledônia (atual Escócia).
Em 82 o comandante romano alcançou territórios e combateu tribos até então desconhecidas para eles. Tácito escreve que a sua administração fortificou a costa orientada para Irlanda e que o seu sogro afirmava com frequência que se podia tomar a ilha com uma só legião reforçada por um destacamento de auxiliares. Agrícola deu refúgio a um monarca irlandês exilado pelo seu povo a fim de usá-lo como desculpa para tomar a ilha. Embora tal conquista nunca acontecesse, certos historiadores - como Vittorio Di Martino - defendem que as tropas romanas penetraram nesse território quer durante uma missão de exploração em pequena escala ou, na falta, uma expedição de castigo. No ano seguinte, Agrícola formou uma frota e avançou para além do rio Forth, na Escócia. A fim de oferecer um firme cobrimento defensivo ao avanço foi construída a enorme fortificação de Inchtuthil. No verão de 84 o comandante romano enfrentou-se às forças caledônias lideradas por Cálgaco na Batalha de Monte Gráupio. Embora os romanos infligissem uma esmagadora derrota às forças nativas, duas terças partes das hostes caledônias conseguiram escapar e esconder-se nos pântanos escoceses e nas Terras altas. Este exército seria o que finalmente impediu que Agrícola tomasse toda a ilha sob o seu controlo.
Em 85 Domiciano decidiu chamar Agrícola a Roma. Agrícola servira mais de seis anos como governador da ilha, mais que qualquer legado consular (legatus consularis) ordinário da época flaviana. Tácito afirma, na obra que dedicou ao seu sogro, que o motivo pelo qual este voltara a ser chamado à capital imperial era que as suas vitórias faziam sombra os modestos triunfos que obtivera o imperador na Germânia. A relação entre Agrícola e Domiciano não é clara: por um lado o primeiro foi recompensado com honras triunfais e na sua honra foi erigida uma estátua; por outro nunca pôde voltar a exercer cargo público algum, apesar da sua experiência e a sua fama. Embora lhe fosse oferecido o governo da província da África, Agrícola recusou; talvez como consequência da sua má saúde ou, tal e qual escreve Tácito, por temor às maquinações do imperador. Pouco depois que Agrícola regressasse a Roma, o Império Romano entrou em guerra no Oriente com o Reino da Dácia. À medida que se foram requirindo reforços no leste, Domiciano começou a retirar as legiões que estavam despregadas em solo britânico. Foi desmantelada a fortaleza de Inchtutil e abandonados os fortes e demais fortificações da Caledônia. Além disso, foi deslocada a fronteira romana 120 quilômetros para sul. É possível que os mansos militares reprochassem a Domiciano a sua decisão de se retirar, mas para ele os territórios caledônios apenas supunham uma perda de dinheiro para o erário.

##### Guerras Dácias

A província romana da Dácia (a área assinalada em violeta), após a conquista de Trajano de. À direita da imagem encontra-se o mar Negro.

A ameaça mais perigosa à que o império teve de fazer frente durante o reinado de Domiciano tinha o sua origem ao norte da Ilíria, onde Suevos, Sármatas e Dácios realizavam contínuas incursões sobre os assentamentos romanos situados à beira do Danúbio. Destes povos, os mais poderosos eram os Sármatas e os Dácios. Liderados pelo seu rei, estes últimos cruzaram o Danúbio e internaram-se na província de Mésia, semeando o caos (84/85) e assassinando brutalmente o governador, Ópio Sabino. O imperador trasladou-se de imediato para a província à cabeça de um exército; embora na prática delegasse o comando no seu prefeito pretoriano Fusco, quem, em meados de 85, conseguiu fazer retroceder os Dácios até o seu território. O imperador regressou para Roma a fim de celebrar o seu segundo triunfo. Contudo, a vitória não seria definitiva pois, em princípios de 86, Fusco embarcou-se numa fatídica expedição em território dácio, da qual derivou a completa destruição da Legio V Alaudae em Tapas. O prefeito foi assassinado e a águia da guarda pretoriana, roubada.
O imperador regressou para Mésia em agosto de 86. Uma vez aí, dividiu a província em Baixa e Alta Mésia e trasladou três novas legiões à fronteira do Danúbio. Liderados por Técio Juliano, os romanos voltaram a invadir a Dácia em 87, e conseguiram derrotar Decébalo no mesmo lugar onde Fusco fora derrotado (88). Contudo, a situação complicou-se quando os Dácios conseguiram derrotar os Romanos em Sarmizegetusa, e os Germanos devastaram a fronteira alemã. O fim de evitar um conflito em duas frentes, o imperador assinou um tratado de paz com o monarca dácio pelo qual se permitiria o livre acesso de efetivos romanos através do território dácio em troca de uma retribuição anual de oito milhões de sestércios para Decébalo. Os escritores contemporâneos mostraram-se inflexivelmente críticos com o documento, que consideravam vergonhoso para os romanos e ao que criticavam que não contemplasse cláusula alguma que sancionara aos assassinos de Fusco e Sabino. Durante o restante do reinado de Domiciano, o território dácio manteve-se relativamente pacífico como reino cliente do império; porém, Decébalo investiu o dinheiro romano na construção de defesas e voltou a desafiar Roma em ulteriores ocasiões. A vitória decisiva sobre o rebelde monarca dácio não se produziria até 106, durante o reinado de Trajano.

#### Política religiosa
Domiciano acreditava firmemente na religião romana tradicional e dirigiu uma intensa política com o objeto de ressuscitar os antigos costumes e restabelecer a moral romana. A fim de justificar a divina posição da dinastia flaviana, enfatizou as fictícias conexões com a deidade romana mais importante, Júpiter. Foi restaurado o Templo de Júpiter do Capitólio e construída uma pequena capela dedicada a Jupiter Conservator nas imediações do edifício onde se escondeu o imperador a 20 de dezembro de 69. No fim do seu reinado, o edifício seria ampliado e consagrado a Jupiter Custos. Contudo, a deidade favorita do imperador era Minerva. Não somente manteve um santuário dedicado a ela no seu dormitório, mas ordenou à sua administração que a deusa aparecesse regularmente nas suas moedas. Além disso, na sua honra foi fundada a Legio I Minervia. Domiciano também ressuscitou a prática do culto imperial, caída em desuso durante o reinado de Vespasiano. Além disso, conferiram-se honras ao seu irmão e foi completado o Templo de Vespasiano e Tito, dedicado ao seu pai e irmão. A fim de estimular a memória dos triunfos dos Flávios, foram construídos o Templum Divorum e o Templum Fortuna Redux e finalizado o Arco de Tito.
Os projetos de construção constituem a parte mais ostensível da política religiosa efetiva durante o seu reinado, embora o imperador também se preocupasse em fazer cumprir a lei religiosa e a moral pública. Em 85 designou-se a si mesmo censor perpétuo, magistratura responsável pela supervisão da moral e da conduta romana. De novo, o imperador desempenhou as responsabilidades derivadas do seu cargo com grande diligência. Foi restaurada a Lex Iulia de Adulteriis Coercendis, pela qual os adúlteros eram exilados. Golpeou e expulsou um cavaleiro que fazia parte de um jurado por se ter divorciado da sua esposa e expulsou do senado a um ex-questor por agir e bailar. Perseguiu desapiedadamente a corrupção existente entre os funcionários públicos através da eliminação de jurados que aceitaram subornos e a derrogação de leis quando a existência de um conflito de interesses era suspeita. Castigou com o exílio ou o assassinato os autores de escritos difamatórios, especialmente quando esses escritos iam dirigidos contra ele. Os atores eram controlados opressivamente pois as suas atuações podiam ser objeto de sátiras para desprestigiar ao imperador; em consequência, foram proibidas as aparições públicas dos mimos. Em 87 foi descoberto que as virgens vestais quebraram o seu voto de castidade durante a sua época ao serviço do império. Devido a que estas eram consideradas filhas da comunidade, esta ofensa constituía em essência um incesto. Jones afirma que os implicados no delito foram condenados à morte e queimadas vivas as vestais.
As religiões estrangeiras eram toleradas enquanto não interferissem na ordem pública e que pudessem ser assimiladas à tradicional religião romana. Durante o reinado da dinastia flaviana cresceu o culto às diferentes deidades egípcias de um modo que não se voltaria a ver até o começo do reinado de Cómodo. Entre as deidades veneradas destacam-se Serápis e Ísis, identificadas com Júpiter e Minerva respectivamente. Uma tradição baseada nos escritos de Eusébio de Cesareia defende que cristãos e judeus foram implacavelmente perseguidos em finais do seu reinado. Muitos eruditos defendem a teoria de que o livro do Apocalipse foi escrito durante o reinado de Domiciano como reação à intolerância religiosa do imperador. Contudo, não existem provas determinantes de uma verdadeira opressão religiosa exercida durante o seu reinado. Embora os judeus fossem fortemente gravados com impostos, nenhuma fonte contemporânea dá ao manifesto a existência de juízos ou execuções baseados em ofensas religiosas desta natureza.

#### Oposição

##### Revolta de Saturnino

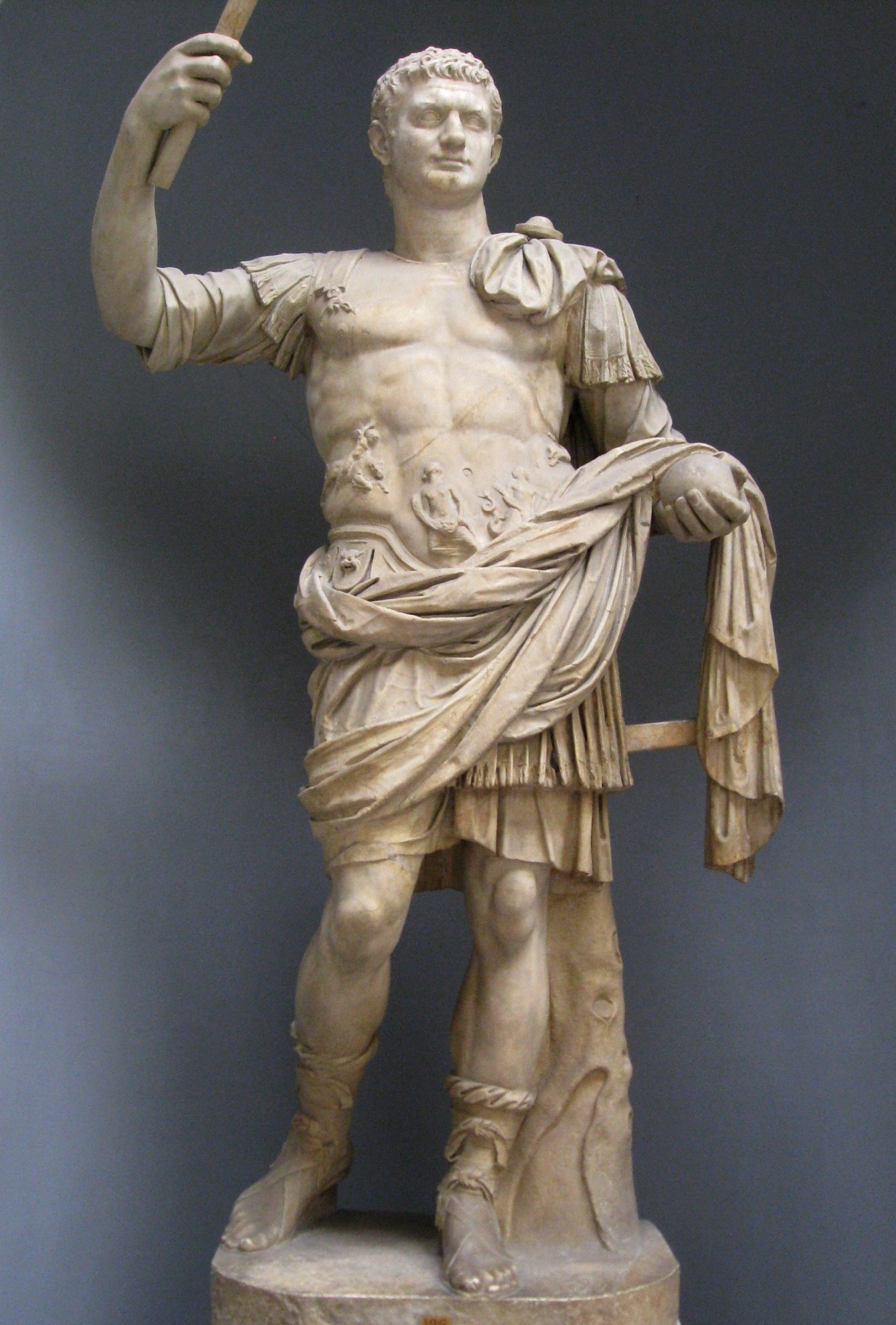
Estátua de Domiciano como imperador. Museus Vaticanos, (Roma)

Em 1 de janeiro de 89 Lúcio Antônio Saturnino, governador da província da Germânia Superior, e as duas legiões estacionadas em Mogoncíaco, a XIV Gemina e a XXI Rapax, rebelaram-se contra o império com a ajuda dos catos. Desconhecem-se as causas da revolta, embora aparentemente fosse organizada com grande antecedência. Os oficiais senatoriais desprezavam as estratégias militares do seu imperador: a sua decisão de fortificar a fronteira germana em lugar de atacar as belicosas tribos que a habitavam, a sua recente retirada da Britânia, e o seu acordo de paz com Decébalo. Em qualquer caso, a revolta limitava-se estritamente à província de Saturnino, embora a notícia do levantamento rebelde pronto seria conhecida nos territórios vizinhos. Assistido pelo procurador de Récia, Tito Flávio Norbano, o governador da Germânia Inferior, Lápio Máximo, trasladou-se à província. Trajano acudiu desde a Hispânia e o próprio Domiciano iniciou a sua marcha à cabeça dos pretorianos. A sorte fez com que um desgelo evitara que os cátios cruzassem o Reno em ajuda de Saturnino. Em 24 dias, os rebeldes foram esmagados e os seus líderes cruelmente castigados. As legiões de Saturnino foram enviadas a Ilíria, enquanto as que as derrotaram foram generosamente recompensadas
Lápio Máximo recebeu o governo da província da Síria, um consulado em maio de 95, e um sacerdócio ainda possuído em 102. Talvez Norbano fosse nomeado prefeito do Egito do Egito, mas o mais provável é que atingisse a prefeitura pretoriana em 94, com Tito Petrônio Segundo como colega. O imperador iniciou no ano seguinte um consulado compartilhado com Nerva, o que sugestiona que este último desempenhou um papel de destaque na descoberta da conspiração; talvez de maneira similar ao que fez com a Conspiração de Pisão durante o reinado de Nero. Embora pouco se conheça a respeito da sua carreira antes da sua adesão ao trono, Nerva amostrou-se como um político diplomático e maleável, capaz de sobreviver a numerosos câmbios de governo; o sucessor de Domiciano foi um dos assessores de maior confiança dos Flávios. O seu consulado parece ser canalizado a mostrar a estabilidade do seu regime. Após a supressão da revolta, o império voltou à ordem.

##### Relações com o senado
Desde a queda do ordem republicana, a autoridade do senado ficara muito minguada sob o regime governamental estabelecido por Augusto, conhecido habitualmente com o nome de "principado". Esta forma de governar permitia a existência de um regime autocrático de fato ao mesmo tempo que mantinha os aspectos formais do sistema republicano. A maior parte dos imperadores estimularam esta falsa fachada democrática ao mesmo tempo que se asseguravam o seu reconhecimento como monarcas ("princeps") entre os senadores. Contudo, Domiciano e outros imperadores não se valeram da diplomacia para atingir este reconhecimento, mas empregaram a força. O próprio Domiciano deu amostras da sua autocracia nada mais ascender ao trono; não gostava dos aristocratas e não tinha medo em mostrá-lo. O seu governo supõe a total anulação do poder do senado, pois as suas decisões eram baseadas nos conselhos de um pequeno grupo de assessores e cavaleiros aos quais foi outorgado o controlo de importantes magistraturas estatais. Por outro lado, após o assassinato de Domiciano, os senadores de Roma apressaram-se a aprovar uma moção de "condenação da memória".
Porém, tratou de realizar alguma concessão ao senado. Considerando que durante os reinados do seu pai e o seu irmão se concentrou o poder consular nas mãos da família flaviana, o imperador admitiu um número surpreendentemente considerável de opositores provincianos ao consulado; sempre e quando ele abrisse cada ano como cônsul ordinário. Apesar disso, não foi determinado se isto constituiu uma verdadeira tentativa de se reconciliar com as facções hostis do senado. É provável que, ao oferecer o consulado a opositores potenciais pretendera pô-los em perigo aos olhos dos seus partidários. Quando a gestão dos seus inimigos não era impecável, eram exilados ou executados e os seus bens confiscados.
Tanto Tácito quanto Suetônio mencionam nas suas obras uma escalada de persecuções por volta do final do seu reinado. Ambos os historiadores identificam o momento crítico destas persecuções em algum ponto entre 89, ano da supressão da revolta de Saturnino, e 93. Condenou-se à morte ao menos a vinte opositores políticos e ideológicos, entre os que se encontram o marido de Domícia Longina, Lúcio Élio Lámia, e três membros da família imperial, Tito Flávio Sabino, Tito Flávio Clemente e Marco Arrecino Clemente. O fato de alguns destes homens serem assassinados em 83/85 desacreditam a parte da obra de Tácito na que o historiador dá testemunho da existência de um "reino do terror" em finais do seu reinado. Segundo Suetônio, aqueles dos que o imperador suspeitava eram declarados culpáveis de corrupção ou de traição.
Jones compara as execuções que ordenou Domiciano com as efetuadas durante o reinado do imperador Cláudio (41 - 55), pondo em relevo o fato de, embora Cláudio assassinasse 35 senadores e 300 membros do ordo equester, foi deificado pelo Senado e ainda é recordado como um dos melhores imperadores da história do Império Romano. Domiciano, embora incapaz de obter o apoio da aristocracia, tratou de neutralizar a oposição procedente das facções senatoriais hostis através de diversas nomeações consulares. O seu autocrático estilo de governo acentuou a perda de poder senatorial. Por outro lado, o seu equânime trato tanto ao patriciado como à realeza valeu-lhe o desprezo do povo.

### Morte

#### Assassinato

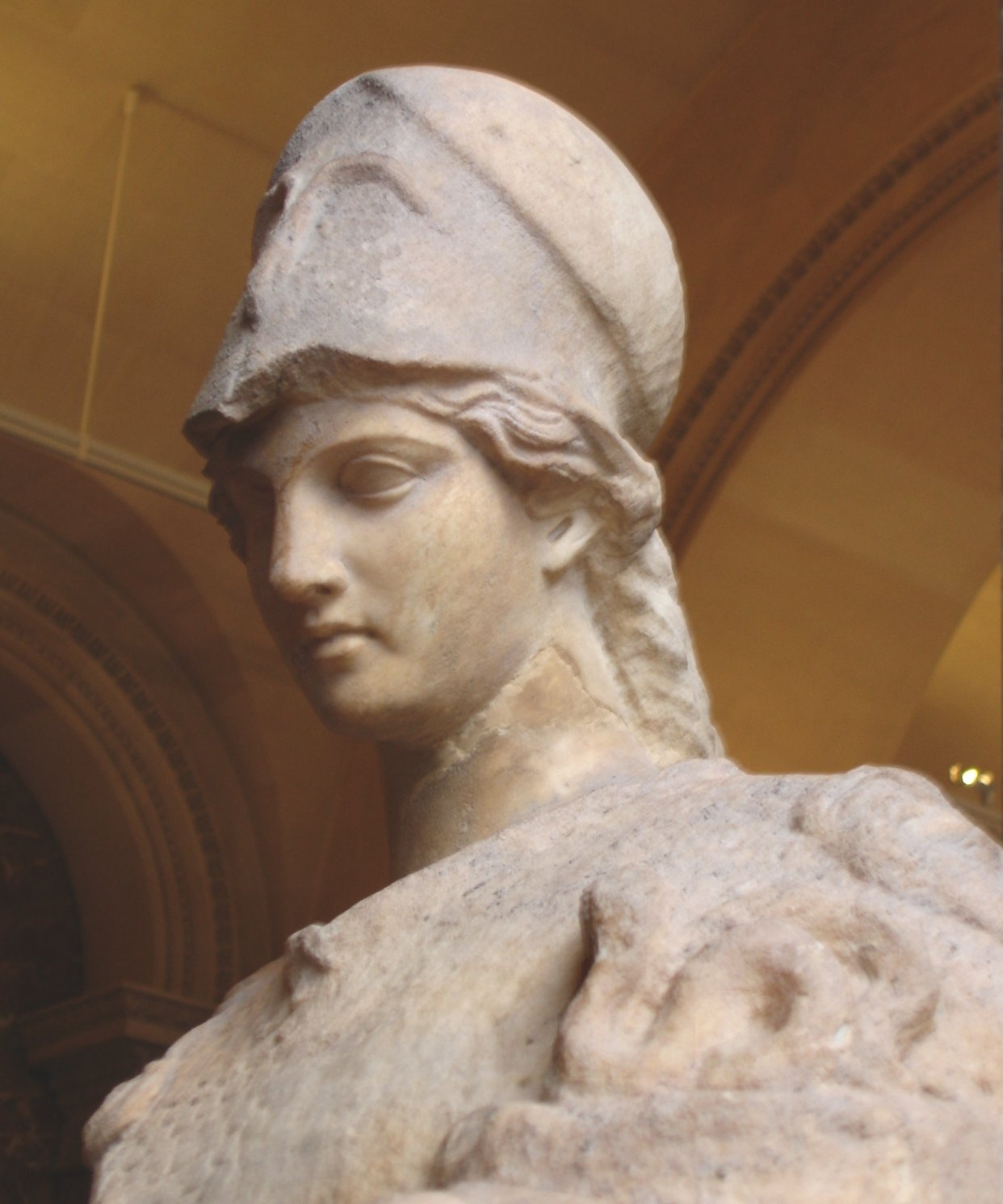
Estátua de Minerva, no Museu do Louvre. Domiciano a considerava sua protetora. Diz-se que num sonho, ela abandonou-o pouco antes do seu assassinato.

O imperador foi assassinado a 18 de setembro de 96 como consequência de uma conspiração palaciana urdida por uma série de oficiais da corte. Suetônio oferece uma detalhada descrição do homicídio, afirmando que o líder dos conspiradores era o camareiro imperial Partênio. Este oficial inimistara-se com o imperador como consequência da execução do seu secretário Epafroditos. Os autores do crime foram um liberto de Partênio, chamado Máximo, e Estêvão, mordomo da sobrinha do imperador, Flávia Domitila. Não foi determinada com certeza a participação da guarda pretoriana, liderada por Norbano e Petrônio Segundo. Dentre eles, é sabido que este último tinha conhecimento do complô. A História Romana de Dião Cássio, escrita quase cem anos depois do delito, cita Domícia Longina entre os conspiradores. Porém, a fé e devoção que esta mulher sentiu pelo seu marido até mesmo depois da sua morte faz que a sua participação na conjura fosse pouco provável.
Dião sugestiona que o assassinato foi um ato improvisado. Contudo, os escritos de Suetônio indicam a existência de uma conspiração bem organizada. A véspera do ataque, Estêvão fingiu uma lesão para poder levar uma adaga sob as vendas com as que se cobria a fictícia ferida. O dia do assassinato as portas dos quartos dos serventes imperiais foram fechadas. O pessoal do imperador levou a espada que este ocultava sob da sua almofada. Como consequência de uma predição astrológica, o imperador acreditava que faleceria o dia assinalado pelo astrólogo, perguntou a um mancebo a hora; o moço, incluído no complô, respondeu que era mais de meio-dia. Aliviado, o imperador dirigiu-se ao seu escritório onde tinha planejado assinar alguns decretos; de repente, Estêvão aproximou-se:
| “ | Eis o que foi conhecido desta conjuração e da maneira como pereceu Domiciano. Não sabendo os conjurados onde nem como o atacariam, quer na mesa ou no banho, Estêvão, intendente de Domitila, acusado então de malversação, ofereceu os seus conselhos e o seu braço. Para evitar suspeitas, fingiu ter uma ferida no braço esquerdo, e levou-o durante muitos dias rodeado de lã e vendagens. Chegado o momento, ocultou nele um punhal, e mandou pedir uma audiência ao imperador para denunciar uma conspiração. Introduzido na sua câmara, enquanto Domiciano lia com espanto o escrito que acabava de entregar, apunhalou-o no baixo ventre. Ferido o imperador, tratou de se defender, quando Clodiano, legionário distinguido, Máximo, liberto de Partênio, Satúrio, decurião dos cubiculários, e alguns gladiadores, caíram sobre ele e deram-lhe sete punhaladas. | ” |

Estêvão e o imperador continuariam combatendo no solo até o restante de conspiradores conseguir dominá-lo e assestar-lhe várias punhaladas. Somente um mês antes do seu 45º aniversário, Domiciano foi morto. Sem cerimônia alguma foi arrastrado o seu corpo e cremado o cadáver. Consumido o fogo, misturaram-se as suas cinzas com as da sua sobrinha Júlia, depositadas no Templo Flávio. Suetônio testemunha a existência de uma série de augúrios que tinham predito a sua morte. Vários dias antes Minerva aparecer-se-ia em sonho anunciando-lhe que Júpiter a desarmara e que já não seria capaz de protegê-lo.

#### Sucessão e consequências

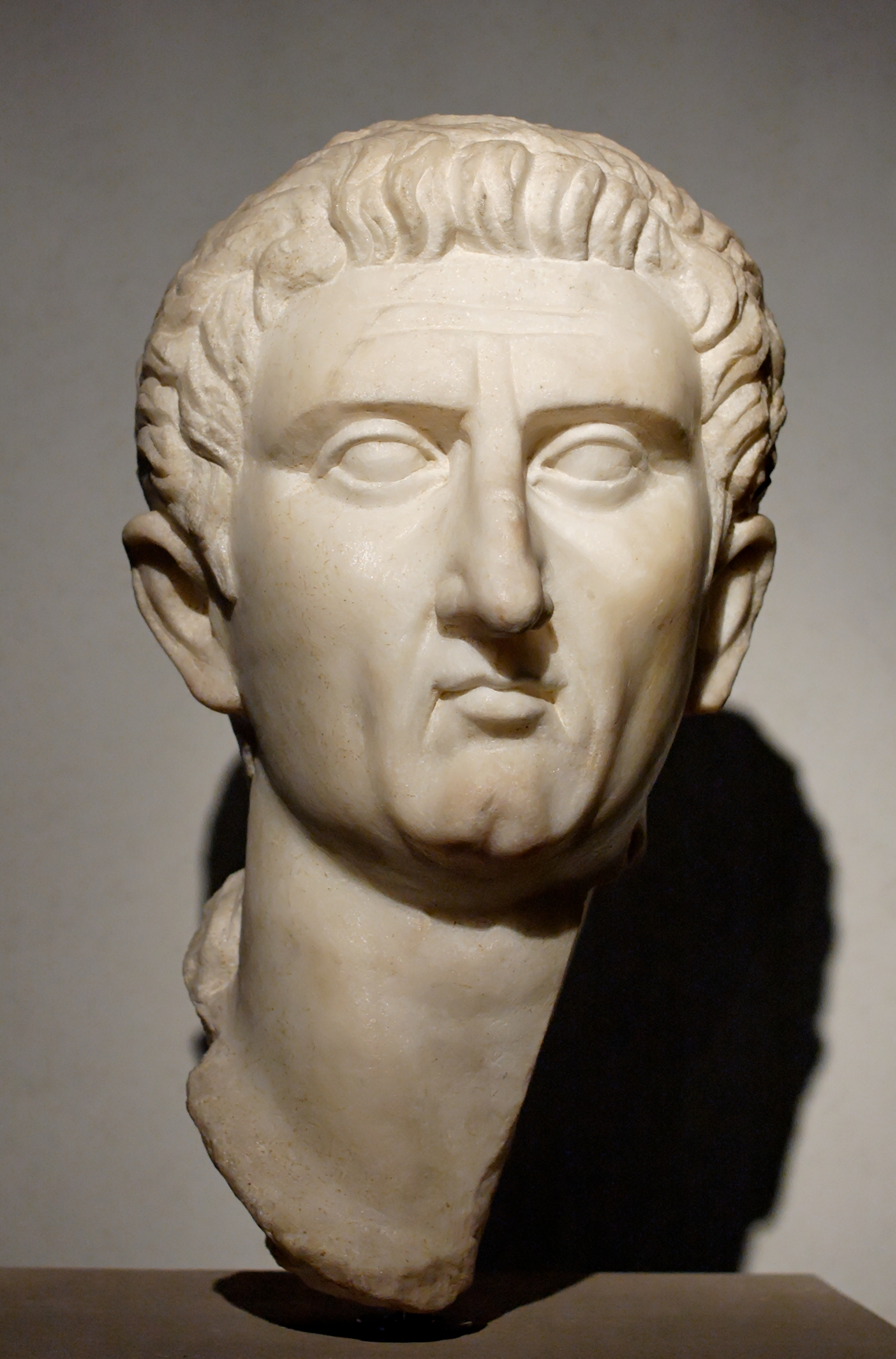
Busto de Nerva,
no Museu Nacional Romano

Segundo o Fasti Ostienses, o senado proclamou imperador a Nerva no mesmo dia do assassinato de Domiciano. O fato de ser considerado nesse momento sucessor inapropriado ao trono deu motivo a diversos autores a especular sobre a sua participação no homicídio. Dião Cássio afirma que antes de cometer o crime, os conspiradores debateram qual seria o substituto do último membro da dinastia flaviana. Nerva foi um de eles, não somente por causa dos seus dotes administrativos, mas também porque o imperador suspeitava de ele, fazendo que não tivesse nada que perder se participava do complô. Se bem que nunca foi confirmada a sua participação no homicídio, Murison - entre outros - sustém que foi proclamado imperador umas horas após conhecer a notícia e exclusivamente por iniciativa dos senadores. Embora seja fatível, não parece que participasse na conjura.
Após a nomeação de Nerva como imperador, o senado emitiu um damnatio memoriae (literalmente, "dano à memória póstuma") sobre Domiciano: as suas moedas e estátuas foram fundidas, os seus arcos destruídos e o seu nome eliminado de todos os registros públicos. Domiciano foi o único imperador sobre o qual foi oficialmente emitida uma damnatio memoriae, embora se pudesse impor de fato sobre outros. A maioria dos seus retratos foram restaurados a fim de representarem o novo imperador. Deste jeito a produção de novos quadros era impulsionada, ao mesmo tempo que o material sobre o qual pesava a condenação senatorial era eliminado. Quase todas as estátuas que chegaram até os nossos dias foram encontradas nas províncias imperiais. O Palácio Flávio passou a ser chamado a "Casa do povo"; Nerva mudou-se para a antiga residência de Domiciano, situada nos Jardins de Salústio.
Embora a sucessão decorresse depressa, o apoio das forças armadas ao recém falecido imperador ficou latente. À sua morte, os militares solicitaram a sua deificação, e a jeito de medida compensatória foi demandada a execução dos assassinos de Domiciano, que Nerva recusou. Receoso, o imperador substituiu Tito Petrônio Segundo por Caspério Eliano como prefeito do pretório. O começo do reinado de Nerva esteve pontuado pela total insatisfação pelo estado das coisas; em outubro de 97 estouraria uma nova crise quando os pretorianos, liderados por Caspério Eliano, assediaram o Palácio Imperial e tomaram o imperador como refém. Este viu-se obrigado a ceder às suas petições, a entregar os responsáveis pela morte de Domiciano e até mesmo a emitir um discurso no que elogiava a sua atitude. Tito Petronio Segundo e Partênio foram capturados e assassinados. Embora o imperador saísse ileso do seu sequestro, este implicou um duríssimo revés para a sua autoridade. Pouco depois foi anunciada a adoção de Trajano e a sua nomeação como sucessor ao trono. Esta decisão supõe para muitos historiadores - como Plínio ou Syme - a sua abdicação.

### Fontes antigas

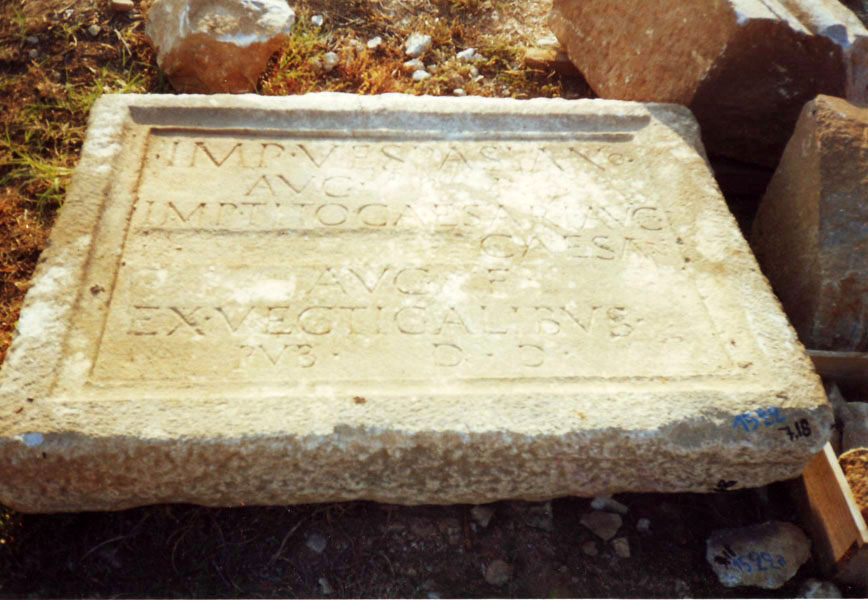
Inscrição com o nome de Domiciano apagado, mostrando sua damnatio memoriae.

### Revisionismo moderno

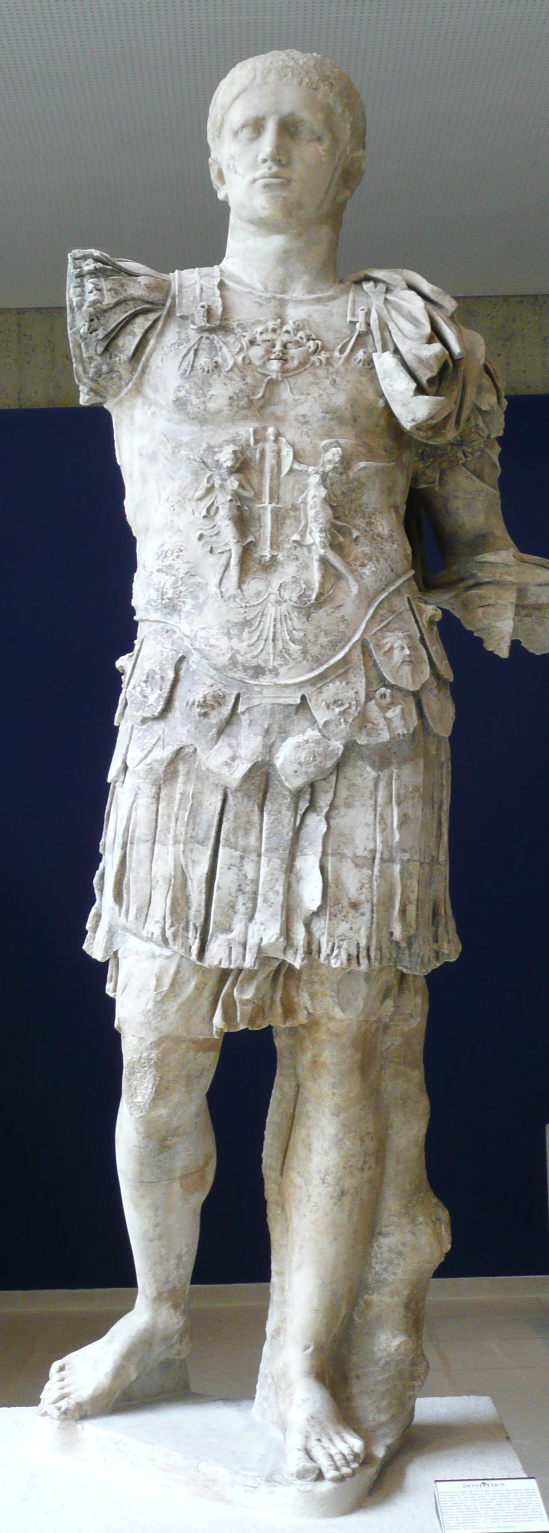
Domiciano vestido de militar. (Vaison-la-Romaine).

## Legado